# Nomophila
Nomophila is een geslacht van vlinders uit de familie van de grasmotten (Crambidae), uit de onderfamilie van de Spilomelinae. De wetenschappelijke naam van dit geslacht is voor het eerst voorgesteld door Jacob Hübner in een publicatie uit 1825.

## Soorten
- N. africana Munroe, 1973
- N. albisignalis Hampson, 1913
- N. brevispinalis Munroe, 1973
- N. colombiana Munroe, 1973
- N. corticalis (Walker, 1869)
- N. distinctalis Munroe, 1973
- N. helvolalis (Maassen, 1890)
- N. heterospila (Meyrick, 1936)
- N. incognita Viette, 1959
- N. indistinctalis (Walker, 1863)
- N. moluccana Pagenstecher, 1884
- N. nearctica Munroe, 1973
- N. noctuella Denis & Schiffermüller, 1775 — Luipaardlichtmot
- N. triticalis Berg, 1875